# Пам'ятник «Скрипаль на даху»
Па́м'ятник «Скрипа́ль на даху́» — два пам'ятники на дахах будівель у Харкові, присвячені людям творчих професій. Перший пам'ятник встановили 2003 року на даху будинку № 18 на майдані Конституції. В 2017 році його було перенесено на дах будинку «Platinum Plaza»(вул. Сумська, 72), яким володіє автор проєкту. Весною того ж року на оригінальне місце пам'ятника була встановлено його трохи збільшену копію. Скульптором обох скульптур є харківський скульптор, народний художник України Сейфаддін Гурбанов.

## Історія
Пам'ятник був відкритий 18 квітня 2003 року благодійним фондом «АВЕК».
«Скрипаль на даху» став символом місцевої премії «Народне визнання», яка мала номінації «Музика», «Образотворче мистецтво», «Література», «Театр» і «Архітектура», саме  з грошовою нагородою та диплом лауреати «Народного визнання» отримували мініатюрні копії «Скрипаля на даху».

## Опис

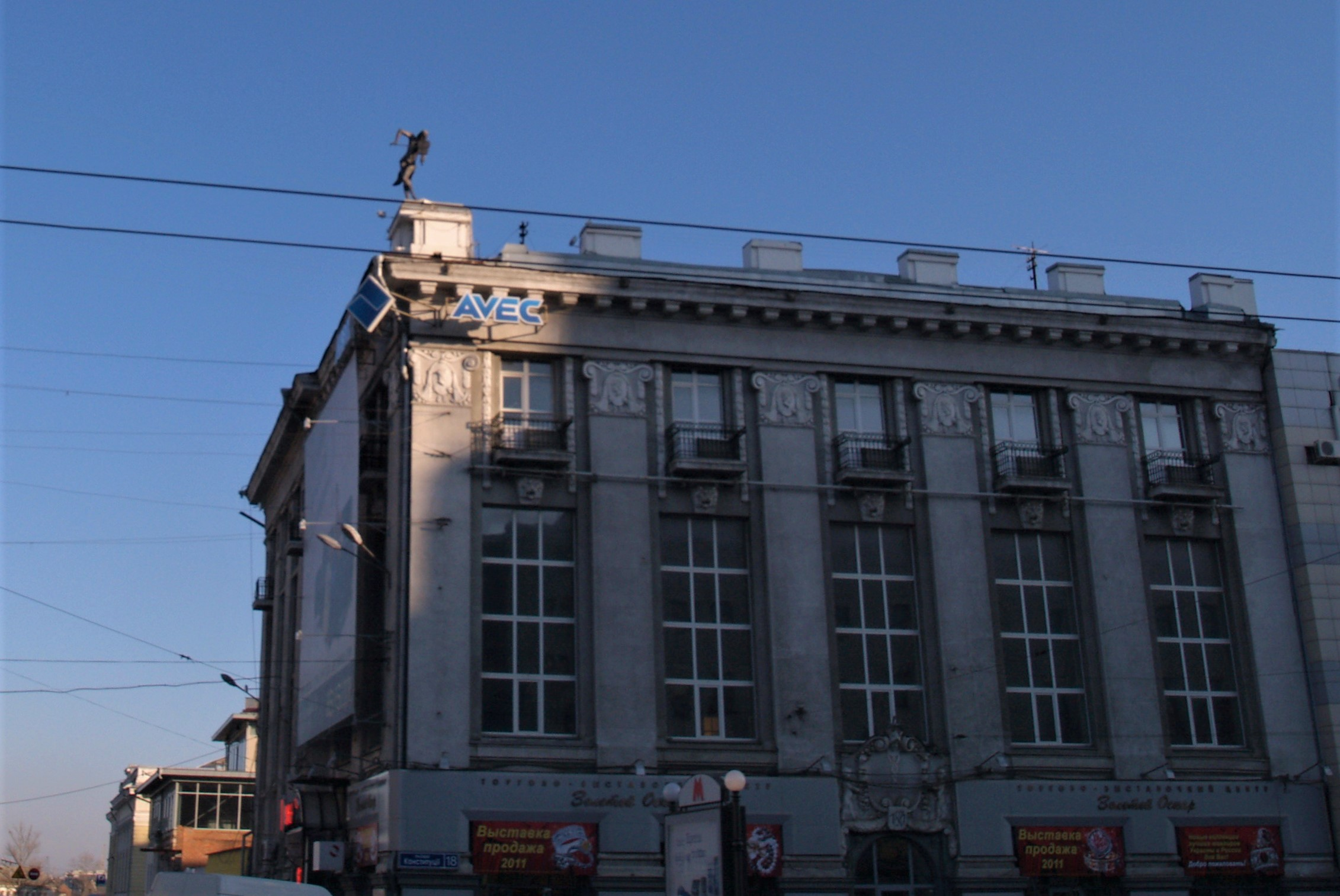
Скрипаль на даху будівлі АВЕК

Пам'ятник виготовлений з бронзи, має висоту близько 3 метрів. У вечірній та нічний час має підсвітлення. Побачити пам'ятник можна, якщо високо підняти голову. Таке розташування не випадкове, бо за задумом його творців піднятий до неба Скрипаль буде нагадувати містянам про справжні таланти, які ніколи ні перед ким не схиляються, та якими славиться місто Харків.
Ініціатором створення був голова Благодійного Фонду «АВЕК» народний депутат України Олександр Фельдман. За його словами, це не просто пам'ятник, а знак визнання творчим харків'янам, які присвятили своє життя мистецтву. 
Образ «Скрипаля» є збірним, але за міською легендою вважається, що прототипом слугував відомий альтист Юрій Башмет. 